# Thrinaconyx kirschianus
Thrinaconyx kirschianus es una especie de mantis de la familia Thespidae.

## Distribución geográfica
Se encuentra en Costa Rica y Colombia.